# Magnus Nilsson

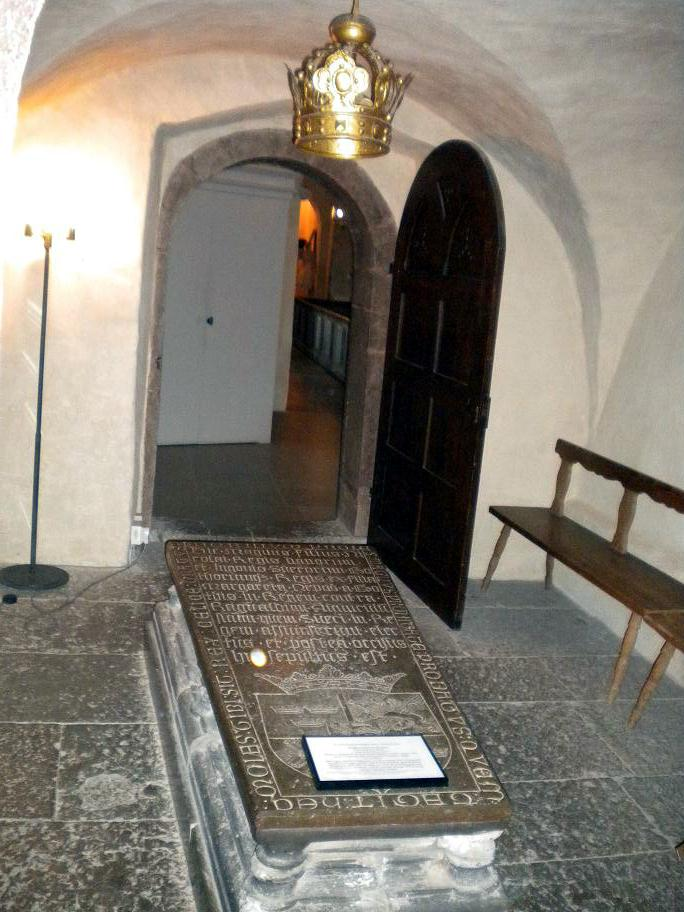
Nepravá hrobka Magnuse I. (skutečné místo jeho odpočinku neznáme)

Magnus Nilsson (švédsky Magnus Nilsson, dánsky Magnus Nielsen), později zvaný Magnus Silný, (cca 1106 – 4. června 1134) byl dánský vévoda, který vládl Götaland na jihu Švédska v letech 1125 až 1130. Jeho status coby vládce Švédska byl v jeho době zpochybňován, dnes je však počítán mezi švédské krále.
Magnus byl synem krále Nielse Dánského a Markéty Fredkully, dcery Inge I. Švédského.

## Vláda
Když v roce 1125 zemřel Inge II., Magnus se ucházel o švédský trůn coby nejstarší vnuk Inge I. Podporoval ho kmen Géatů, jeho soupeřem však byl Ragnvald Knaphövde. Ten udělal chybu, když si od Géatů nevzal rukojmí, a byl jimi zavražděn. Okolo roku 1127 se oženil s Richenzou Polskou, dcerou polského knížete Boleslava III. Jejich synem byl budoucí dánský král Knut V.
Magnus není zmiňován jako právoplatný král Västergötlandu a pravděpodobně byl ze Švédska okolo roku 1130 vytlačen svým nástupcem Sverkerem I. V roce 1131 Magnus zřejmě nechal zavraždit potenciálního rivala v nástupnictví na dánský trůn, Knuta Lavarda. Zemřel 4. června 1134 v bitvě u Foteviku, kde byl jeho otec poražen Erikem Emunem. Niels Dánský zemřel ještě v tom samém roce a Erik se stal jeho nástupcem.